# Гешко, Иван Тарасович
Иван Тарасович Гешко (род. 19 августа 1979 года в Кливодине) — украинский спортсмен, заслуженный мастер спорта Украины по лёгкой атлетике, чемпион Европы и мира по бегу на 1500 м в помещении, участник Олимпийских игр в Сиднее, Афинах (5 место) и Пекине (не вышел на старт из-за проблем со спиной).
Официальный партнёр (с апреля 2005 года) — гостинично-туристический комплекс «Буковина» (руководитель — Валерий Чинуш).
С 2005 года — советник председателя Черновицкой областной государственной администрации по вопросам спорта, с 2006 года — депутат Черновицкого городского совета (избран по списку НСНУ).

## Биография
Родился в селе Кливодин, Кицманский район, Черновицкая область. Рос и воспитывался в Кицмани у бабушки Арины Андреевны.
Окончил Кицманскую среднюю школу, высшее республиканское училище олимпийского резерва, факультет физвоспитания Каменец-Подольского государственного педагогического университета, где с 2006 года учился в аспирантуре, в 2004—2011 годах учился в Черновицком торгово-экономическом институте КНТЭУ.
21 сентября 2004 СБУ наградила «Крестом доблести» II степени. В конце 2005 года награждён медалью «За труд и победу». 24 августа 2006 года награждён орденом «Буковина».
В начале 2004 года получил жильё в Черновцах, ордер на двухкомнатную квартиру во время шоу-программы «Звёзды эстрады — звёздам спорта» вручил Черновицкий городской председатель Николай Федорук.
В 2005 году вместе с депутатом Черновицкого городского совета Валерием Чинушем и руководителем областного спорта Георгием Мазурашу инициировал и организовал открытый Кубок Черновицкой области по бегу на 1 милю «Буковинская миля», который в 2006 году стал международным. В 2005—2007 годах побеждал на этих соревнованиях. Призовые отдал областному дому ребёнка в Черновцах.
В 2007 году в его честь был основан спортивный клуб «Гешко».

### Спортивная карьера
Спортом начал заниматься с пятого класса в Кицманской ДЮСШ. Первый год — в футбольной секции. Потом ещё два года через день ходил на лёгкую атлетику и футбол, который чередовал с гандболом. Далее специализировался на лёгкой атлетике.
С первых лет занятий лёгкой атлетикой регулярно завоёвывал награды на областных соревнованиях.
Первый серьёзный успех на национальной арене — победа на дистанции 3000 м на юношеских играх 1995 года — 8.44,27. Первое значимое международное достижение — «серебро» молодёжного чемпионата Европы 2001 года на дистанции 1500 метров.
Норматив мастера спорта выполнил в 1997 году, мастера спорта международного класса — в 2001 году. Звание заслуженного мастера спорта присвоено 26 апреля 2004 года.
В 2000 году дебютировал на Олимпийских играх в Сиднее на дистанции 1500 метров. В 2003 году первым среди представителей Восточной Европы стал призёром чемпионата мира на дистанции 1500 м (Париж, Франция, 3 место). Лучший спортсмен года на Буковине.
В 2004 году завоевал серебряную награду на чемпионате мира в помещении в Будапеште (Венгрия) на дистанции 1500 м (уступил на финише 0,03 с кенийцу Полу Кориру). На Олимпийских играх в Афинах финишировал пятым на дистанции 1500 м (начал рано финишный спурт, чтобы бороться с Эль-Герружем и Лагатом за «золото», и остался без медали) и пробился в полуфинал на 800-метровке. Выиграл финал Гран-при в Монако на дистанции 1500 метров. Лучший спортсмен года на Буковине.
В 2005 году стал чемпионом Европы в помещении в Мадриде (Испания) на дистанции 1500 м (лидировал со второго круга и до финиша). Занял четвёртое место на чемпионате мира в Хельсинки (Финляндия). Второй год подряд хорошим финишным спуртом выиграл финал Гран-при в Монако на дистанции 1500 метров. Лучший спортсмен года на Буковине.
В 2006 году праздновал победу на чемпионате мира в помещении в Москве (Россия) на дистанции 1500 метров. Получил первое место на дистанции 1500 м и второе место на дистанции 800 м на Кубке Европы в Малаге (Испания). Награждён специальным призом как лучший атлет Кубка Европы. Финишным спуртом выиграл этап Golden League в Париже на дистанции 1500 метров. На чемпионате Европы в Гётеборге (Швеция) финишировал вторым на дистанции 1500 метров. На Кубке мира в Афинах (Греция) завоевал второе место на дистанции 1500 м, а в составе сборной Европы стал обладателем главного трофея. В марте и июне 2006 года признавался лучшим спортсменом Украины.
14 января 2007 года во время церемонии «Афина» признан лучшим легкоатлетом Украины 2006 года. Лучший спортсмен года на Буковине.